# Vladimir Dimić
Vladimir Dimić, se je rodil leta 1954 v Vinkovcih. Končal je prometno fakulteto, in vse do upokojitve delal na Hrvaških železnicah. Na Hrvaškem je znan kot mož, ki sadi drevesa.